# Артуро Анджелес
Артуро Анджелес (англ. Arturo Angeles; нар. 12 вересня 1953, Лос-Анджелес) — футбольний арбітр із США. Найбільшу популярність йому принесло суддівство в себе на батьківщині матчу Аргентина — Греція в рамках чемпіонату світу 1994 року. Судив міжнародні матчі з 1989 по 1998 рік.

## Кар'єра
Він судив такі офіційні матчі в рамках деяких турнірів  [Архівовано 5 березня 2016 у Wayback Machine.]:
- Чемпіонат світу серед команд до 20 років 1989 (1 матч)
- Кубок Америки 1991 (2 матчі)
- Золотий Кубок 1991 (2 матчі)
- Кубок Америки 1993 (1 матч)
- Олімпійські ігри 1992 (2 матчі)